# ジュール・ブルトン
ジュール・ブルトン（Jules Aldolphe Aimé Louis Breton、1827年5月1日 - 1906年 7月5日）はフランスの「写実主義」の画家である。

## 略歴
パ＝ド＝カレー県のクリエール(Courrières)で生まれた。父親はクリエールの市長で、弟に画家になったエミール・ブルトン(Émile Breton: 1831-1902)がいる。4歳で母親が亡くなった。サントメールやドゥエーの学校で学んだ。美術をオランダのヘントでド・ヴィーニュ(Felix de Vigne)に学び、アントウェルペン王立芸術学院でフスタフ・ワッペルスに学んだ。その後パリに移り、ドミニク・アングルやオラース・ヴェルネに学んだ。1848年のフランス革命により一時ベルギーに移り、1852年にパリに戻った。1858年に最初の師であったド・ヴィーニュの娘と結婚し、娘のヴィルジニー・ドゥモン＝ブルトン(1859-1935)も画家になった。
1865年からブルターニュの港町、ドゥアルヌネの風景を描くようになり1870年まで毎夏そこに滞在した。フランスの農民の姿を描き1870年頃から人気のある作家となった。
1848年に芸術アカデミーの会員に選ばれた。

## 作品
- 「ヒバリの歌」 (1884)
- 「朝」 (1888)
- 「小さい仕立て屋」(1868)
- 「糸繰り」

- 「落穂拾いを終えて」
- 「聖ヨハネの祭り」(1875)